# Åkerby, Österlövsta socken
Åkerby är en småort i Österlövsta socken i Tierps kommun i Uppsala län.

## Historia
Åkerby är en gammal bruksort. Åkerby bruk anlades 1638 av Henrik Lemmens. År 1699 köptes bruket av Charles de Geer och kom därmed att lyda under Lövstabruk. På bruket fanns vid den tiden både masugn och hammarsmedja. Bruket brändes ned under rysshärjningarna 1719 och återuppbyggdes åren därefter. Under 1700-talet var Åkerby ett av de tidigaste bruken i Sverige att använda brännstålstekniken. Bruksrörelsen nedlades år 1883. 

### Befolkningsutveckling
| Befolkningsutvecklingen i Åkerby 1950–2015                                                                         | Befolkningsutvecklingen i Åkerby 1950–2015 | Befolkningsutvecklingen i Åkerby 1950–2015 | Befolkningsutvecklingen i Åkerby 1950–2015 | Befolkningsutvecklingen i Åkerby 1950–2015 |
| --- | ------------------------------------------ | ------------------------------------------ | ------------------------------------------ | ------------------------------------------ |
| |                                            |                                            |                                            |                                            |
| År |                                            |                                            | Folkmängd                                  | Areal (ha)                                 |
| 1950 | 1950                                       |                                            | 287                                        | ##                                         |
| 1960 | 1960                                       |                                            | 185                                        | ¤                                          |
| 1990 | 1990                                       |                                            | 69                                         | 13#                                        |
| 1995 | 1995                                       |                                            | 103                                        | 31#                                        |
| 2000 | 2000                                       |                                            | 101                                        | 31#                                        |
| 2005 | 2005                                       |                                            | 98                                         | 37#                                        |
| 2010 | 2010                                       |                                            | 89                                         | 38#                                        |
| 2015 | 2015                                       |                                            | 102                                        | 63#                                        |
| Anm.: ## Som tätort/befolkningsagglomeration 1920–1950. ¤ Som tätortsbebyggelse med 150-199 invånare # Som småort. |                                            |                                            |                                            |                                            |

På grund av förändrat dataunderlag hos Statistiska centralbyrån så är småortsavgränsningarna 1990 och 1995 inte jämförbara. Befolkningen den 31 december 1990 var 113 invånare inom det område som småorten omfattade 1995.

## Samhället
Kvar från bruksepoken finns bland annat bruksgatan med bostadshus, samt en klockstapel, märkt med byggåret 1739. Klockstapeln är förklarad som byggnadsminne.